# Maskarenparadismonark
Maskarenparadismonark (Terpsiphone bourbonnensis) är en fågel i familjen monarker inom ordningen tättingar.

## Utbredning och systematik
Maskarenparadismonark förekommer på Maskarenerna och delas in i två underarter med följande utbredning:
- T. b. bourbonnensis – Réunion
- T. b. desolata – Mauritius

## Bilder

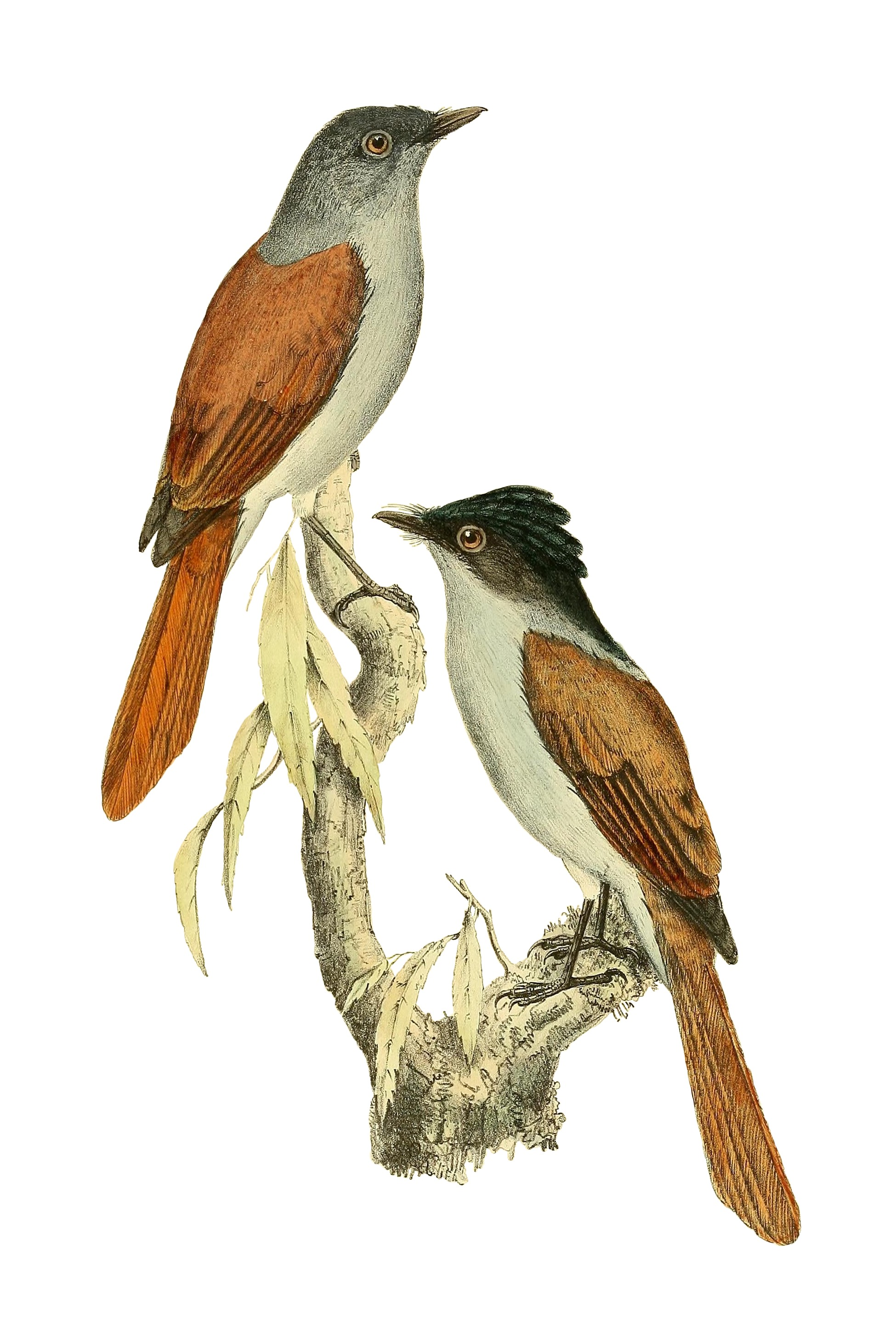
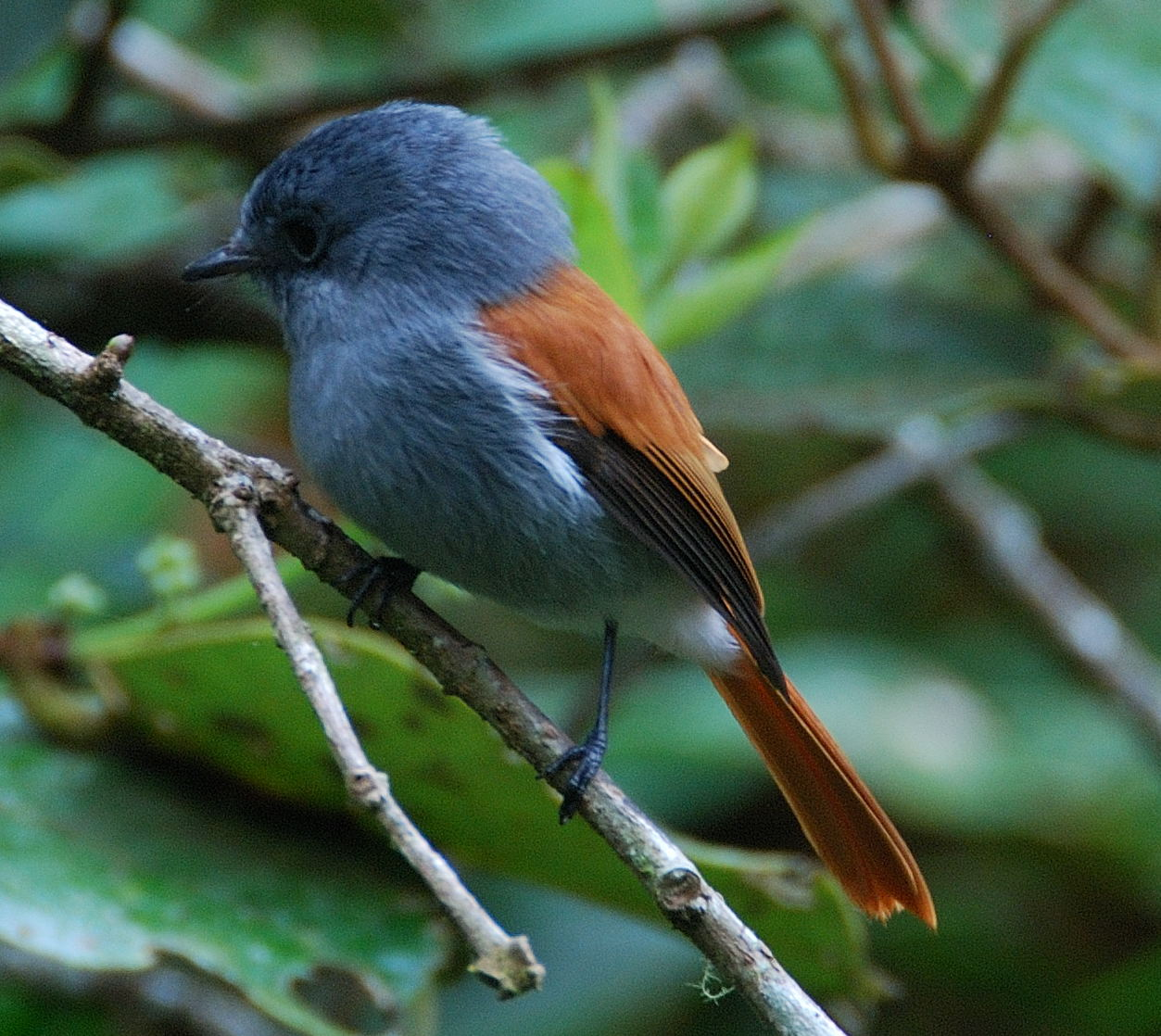

## Status
Arten har ett begränsat utbredningsområde, men beståndet anses vara stabilt. IUCN kategoriserar arten som livskraftig. Världspopulationen uppskattas till mellan 20 000 och 50 000 vuxna individer.